# Arkeologisk teori
Arkeologisk teoribildning är ett snårigt kapitel där influenser regelmässigt hämtas från angränsande ämnen. Detta täcker både utgrävningsverksamheten och tolkningen av materialet. Det finns ingen enhetlig teori och gränserna däremellan är mycket flytande. T.o.m. mitten av 1900-talet var man ganska överens om att arkeologi var mest besläktat med historia och antropologi. Sedan dess har element av andra ämnen använts som geologi, fysik, kemi, biologi, metallurgi, ingenjörsvetenskap, medicin etc. vilket inneburit att ämnet har blivit bredare.
De största teoribildningarna är:

## Kulturhistorisk arkeologi
Den traditionella eller kulturhistoriska arkeologin var (och är) främst inriktad på systematiseringar, typologiseringar och klassificeringar av fynd, artefakter, för att sedan ordna in dessa i arkeologiska kulturer. Dessa arkeologiska kulturer antas sedan vara liktydiga med mänskliga kulturer.  Man har sagt att de kulturhistoriska arkeologerna grävde upp fler och fler fynd utan att för den skull lära sig mer om forntiden.

## Processuell arkeologi
Processuell arkeologi,  även New Archaeology, gjorde sitt insteg i arkeologin under 1960-talet. Teoribildningen har influerats av till exempel geografin där en motsvarande rörelse "New Geography" finns.
Den processuella arkeologin, som inte var (eller är) en enhetlig rörelse förespråkar en ökad användning av naturvetenskapliga metoder och teorier. Lagbundenhet hos människor och mänskliga kulturer eftersöks och generaliseringar eftersträvas framför studiet av det lilla. Den processuella arkeologin är starkt influerad av det positivistiska vetenskapsidealet.
Den processuella arkeologin kom att kraftigt ifrågasättas av den så kallade postprocessuella arkeologin, främst under 1980- och 90-talen. Diskursen är dock fortfarande aktiv i dag.
Kända företrädare är bland andra Lewis Binford och Colin Renfrew.

## Postprocessuell arkeologi
Postprocessuell arkeologi är inte en enhetlig teoribildning utan den företräds av många olika arkeologer med många olika åsikter. Den utgör dock en kritik av den processuella arkeologin och vänder sig emot det positivistiska vetenskapsidealet som gjort sig gällande inom arkeologin på många håll, samt mot det ökande användanden av den vetenskapliga metoden. Den postprocessuella arkeologin är en del av postmodernismen men kan också sägas vara en del av den Platonska idealistiska filosofin, i motsats till den Aristotelianska realistiska.
Känd förespråkare för den postprocessuella arkeologi är Ian Hodder.

## Lista över teorier inom arkeologisk forskning
- Fenomenologi
- Multi species
- Zooarchaeology
- Biocultural bioarchaeology
- Chaîne Opératoire
- Microarchaeology
- Marxistisk arkeologi
- Semiotic theory
- Genusperspektiv
- Bo-perspektiv (inom byggnadsarkeologi)